# Felix Saul
Felix Saul, född den 22 december 1883 i Preussisch Stargard, död den 17 november 1942 i Stockholm, var en tyskfödd svensk musiker, pedagog och skribent. Saul var nära vän till kompositören Wilhelm Peterson-Berger och en välkänd personlighet i Stockholms musikliv.

## Biografi
Felix Saul växte upp i Schivelbein i Tyskland. Saul studerade under perioden 1899 till 1904 vid lärarseminariet i Münster och arbetade från 1904 som kantor och körledare i judiska församlingen i Düsseldorf. 1909 flyttade Saul tillsammans med sin blivande hustru Margareta (född Cohn) till Stockholm för att arbeta som överkantor i Mosaiska församlingen i Stockholm. Saul arbetade i församlingen fram till 1932, då han fick sluta efter bråk med församlingsledningen.
Fram till 1929 arbetade Saul som lärare i bland annat musikteori, musikhistoria och sång i Richard Anderssons, Karl Wohlfarts och Kerstin Strömbergs musikskolor. I samband med Strömbergs bortgång ombildades hennes musikskola till Stockholms privata konservatorium i ledning av Felix Saul, Gurli Krüger och Eric Bengtson.
Saul var ledare för Stockholms sångargille (1916-1920), Stockholms madrigalsällskap (1917-1942) och Stockholms folkkör (1931-1942).
Som musikskribent var Saul anlitad av Dagens Nyheter (1919-1920) och Folkets Dagblad (1927-1937). Han skrev också mer än 400 artiklar i Svensk Uppslagsbok. Saul var redaktör för tidskriften Musikkultur (1926-1929) där han hade ett nära samarbete med Wilhelm Peterson-Berger.